# Ficus ilias-paiei
Ficus ilias-paiei là một loài thực vật có hoa trong họ Moraceae. Loài này được Kochummen mô tả khoa học đầu tiên năm 1998.